# Myotis tricolor
Myotis tricolor — вид рукокрилих роду Нічниця (Myotis).

## Поширення, поведінка
Країни проживання: Демократична Республіка Конго, Ефіопія, Кенія, Ліберія, Малаві, Мозамбік, Руанда, Південна Африка, Есватіні, Танзанія, Замбія, Зімбабве. Вид був зареєстрований в сухих і вологих саванах і середземноморського типу чагарниковій рослинності. Цілком можливо, що цей вид також зустрічається в тропічних вологих лісах. Лаштує сідала в печерах і покинутих шахтах. Здається, воліє великі печери, які є відносно недоторканими, як правило, ті, які містять великі обсяги води.